# 堀井氏
堀井氏（ほりいし）は、日本の家系の一つ。

## 概要
宇多天皇の第8皇子である敦実親王の第十二代目子孫・源広綱が堀井の名字を名乗った事からはじまる宇多源氏の公家で由緒ある家柄である。敦実親王の第3王子・源雅信の四男で参議兼近江守源扶義の子孫が佐々木氏を名乗り、京極氏、六角氏、隠岐氏、黒田氏もこの流れの子孫である。
新潟県に住む人の家に伝わる古文書には、次のような記載がある。「堀井氏、京都北野社社家。宇多皇帝敦実親王十二代孫源広綱の後裔。尚大和国、備後国、丹波国にもこの氏が住んでいる。」

## 承久の乱
この時代、順徳天皇（乱の三ヶ月前に上皇となる）に仕えていた堀井家は、承久の乱での敗北によって順徳上皇が佐渡国に流罪されることが決まるとお供した。

## 室町時代（戦国時代）
その後の越後国に止まり守護代である長尾氏の家臣として仕える。
上杉謙信の重臣になるが、謙信がに迎えた二人の養子、甥に当たる上杉景勝と後北条氏から人質として越後に来た上杉景虎との間で謙信公死後、御館の乱と呼ばれる家督争いが起こる。しかし、この時謙信の重臣であった堀井勝頼はどちらにも加わらず、「越後の者同士の戦には加担せず」と諌めたと言われている。乱の後、故郷の越後長岡（現在の新潟県長岡市）を後にして北へ向かい出羽国由利庄（現在の秋田県由利郡）に移り住む。TBSテレビのアナウンサーである堀井美香はこの末世という。

## 家紋
堀井氏の家紋は丸の中に「井」の字である。時代の流れを重ねると「堀井」を後に名乗る家も増えたようだが、宇多皇帝敦実親王の孫流堀井はこの家紋のみ。「堀井」から裾別れした家に「青井氏」があるが、やはり家紋は同じ丸の中に「井」である。